# Championnat de France masculin de water-polo Nationale 2 2022-2023
 (mai 2025).
Motif : absence totale de source secondaire indépendante et pérenne. Deuxième niveau amateur d'un sport (et 3e division nationale) considéré comme mineur par la presse française et donc absolument pas médiatisé. Déjà que la première division est difficilement sourçable, il n'est pas pertinent de se lancer dans le développement d'une 3e division. Wikipédia n'est pas une base de données
- Archive Wikiwix
- Bing
- Cairn
- DuckDuckGo
- E. Universalis
- Gallica
- Google
- G. Books
- G. News
- G. Scholar
- Persée
- Qwant
- (zh) Baidu
- (ru) Yandex
- (wd) trouver des œuvres sur Wikidata

| 1. | Préciser le motif de la pose du bandeau. | Précisez le motif de la pose du bandeau en utilisant la syntaxe suivante : {{admissibilité à vérifier\|date=mai 2025\|motif=remplacez ce texte par le motif}}                                                                           |
| 2. | Informer les utilisateurs concernés.     | Pensez à avertir le créateur de l'article, par exemple, en insérant le code ci-dessous sur sa page de discussion : {{subst:avertissement admissibilité à vérifier\|Championnat de France masculin de water-polo Nationale 2 2022-2023}} |

Navigation
Édition précédente Édition suivante
Le Championnat de France de water-polo Nationale 2 2022-2023 est une compétition organisée par la Fédération française de natation du Championnat de France de water-polo Nationale 2 de water-polo). Il est au troisième rang dans la hiérarchie des compétitions de water-polo en France, après le Championnat de France de Nationale 1.
Quatorze équipes s'opposent en deux phases : une première phase de deux groupes, puis une seconde avec une poule haute et une poule basse.

## Compétition
Le classement est calculé avec le barème de points suivant :
- la victoire vaut trois points,
- la défaite vaut zéro point,
- la victoire aux tirs au but vaut deux points,
- la défaite aux tirs au but vaut un point.

En cas de match nul, à la fin du temps réglementaire, une séance de tirs au but désigne le vainqueur du match.

### Phase 1
Au terme de la première phase, les 4 meilleures équipes de chaque poule se retrouvent dans la poule haute en deuxième phase pour jouer la montée à l'échelon supérieur. Les autres équipes se retrouvent dans la poule basse pour éviter la descente. Les équipes à égalité sont départagées d'après le score cumulé de leurs deux matches. Si nécessaire, les scores cumulés puis le nombre de buts inscrits face à chacune des autres équipes, selon leur classement, seront utilisés, voire une séance de tirs au but dans les cas ultimes.

#### Poule A

##### Classement
|   | Équipe                    | Pts | J  | G | Gtab | Ptab | P | Bp  | Bc  | Diff | Dép   |
| - | ------------------------- | --- | -- | - | ---- | ---- | - | --- | --- | ---- | ----- |
| 1 | Orléans Water-Polo        | 25  | 12 | 7 | 2    | 0    | 3 | 143 | 117 | 26   | -     |
| 2 | Stade Toulousain Natation | 20  | 12 | 6 | 0    | 2    | 4 | 148 | 137 | 11   | -     |
| 3 | Canards rochelais         | 18  | 12 | 6 | 0    | 0    | 6 | 101 | 119 | -18  | 3V-1D |
| 4 | Granville Water Polo      | 18  | 12 | 6 | 0    | 0    | 6 | 109 | 131 | -22  | 2V-2D |
| 5 | Angers Water-Polo P       | 18  | 12 | 6 | 0    | 0    | 6 | 129 | 97  | 32   | 1V-3D |
| 6 | ASPTT Limoges T           | 15  | 12 | 5 | 0    | 0    | 7 | 98  | 108 | -10  | -     |
| 7 | Cercle Paul Bert Rennes   | 12  | 12 | 3 | 1    | 1    | 7 | 139 | 158 | -19  | -     |

| Résultats (dom.\ext.) | Ang.  | Gra.  | La R. | Lim  | Orl.  | Ren.  | Tou.  |
| Angers Water-Polo P |       | 7-8   | 9-11  | 12-4 | 13-6  | 16-8  | 16-8  |
| Granville Water Polo | 4-13  |       | 12-9  | 11-8 | 10-9  | 11-10 | 11-12 |
| Canards rochelais | 8-6   | 8-5   |       | 8-11 | 6-8   | 13-7  | 11-10 |
| ASPTT Limoges T | 7-6   | 14-6  | 6-7   |      | 11-14 | 7-4   | 9-8   |
| Orléans Water-Polo | 8-10  | 16-7  | 16-6  | 10-7 |       | 14-12 | 13-10 |
| Cercle Paul Bert Rennes | 14-12 | 13-17 | 14-7  | 10-7 | 14-16 |       | 21-20 |
| Stade Toulousain Natation | 11-9  | 12-7  | 15-8  | 12-7 | 12-13 | 18-12 |       |
| - Victoire à domicile - Victoire à domicile aux tirs au but - Victoire à l'extérieur aux tirs au but - Victoire à l'extérieur |       |       |       |      |       |       |       |

|   | Équipe                                  | Pts | J  | G  | Gtab | Ptab | P  | Bp  | Bc  | Diff |
| - | --------------------------------------- | --- | -- | -- | ---- | ---- | -- | --- | --- | ---- |
| 1 | CN Marseille rés. P                     | 36  | 12 | 12 | 0    | 0    | 0  | 291 | 122 | 169  |
| 2 | AS Chelles Aquatique                    | 28  | 12 | 8  | 2    | 0    | 2  | 185 | 146 | 39   |
| 3 | Pont de Claix Natation GUC Water-Polo R | 19  | 12 | 6  | 0    | 1    | 5  | 178 | 140 | 38   |
| 4 | VGA Saint-Maur                          | 18  | 12 | 6  | 0    | 0    | 6  | 110 | 114 | -4   |
| 5 | Taverny ASVO                            | 12  | 12 | 4  | 0    | 0    | 8  | 140 | 224 | -84  |
| 6 | Pélican Club Valenciennes               | 10  | 12 | 3  | 0    | 1    | 8  | 120 | 153 | -33  |
| 7 | Grand Longwy Water Polo                 | 3   | 12 | 1  | 0    | 0    | 11 | 132 | 257 | -125 |

| Résultats (dom.\ext.) | Che.  | Lon.  | Mar.  | Pon.  | St-M. | Tav.  | Val.  |
| AS Chelles Aquatique |       | 23-14 | 16-24 | 15-13 | 12-11 | 21-11 | 16-10 |
| Grand Longwy Water Polo | 9-15  |       | 18-36 | 10-19 | 9-10  | 18-17 | 8-13  |
| CN Marseille rés. P | 16-8  | 32-5  |       | 21-12 | 17-4  | 32-9  | 20-7  |
| Pont de Claix Natation GUC Water-Polo R                                                                                       | 11-12 | 33-9  | 12-26 |       | 11-5  | 27-7  | 11-6  |
| VGA Saint-Maur | 3-11  | 14-5  | 9-15  | 11-9  |       | 20-10 | 4-5   |
| Taverny ASVO | 12-23 | 20-17 | 15-27 | 9-8   | 5-10  |       | 12-10 |
| Pélican Club Valenciennes | 12-13 | 25-10 | 7-25  | 9-12  | 5-9   | 11-13 |       |
| - Victoire à domicile - Victoire à domicile aux tirs au but - Victoire à l'extérieur aux tirs au but - Victoire à l'extérieur |       |       |       |       |       |       |       |

|   | Équipe                                  | Pts | J  | G  | Gtab | Ptab | P  | Bp  | Bc  | Diff |
| - | --------------------------------------- | --- | -- | -- | ---- | ---- | -- | --- | --- | ---- |
| 1 | CN Marseille rés. P                     | 42  | 14 | 14 | 0    | 0    | 0  | 287 | 131 | 156  |
| 2 | AS Chelles Aquatique                    | 32  | 14 | 10 | 1    | 0    | 3  | 198 | 158 | 40   |
| 3 | Stade Toulousain Natation               | 25  | 14 | 8  | 0    | 1    | 5  | 172 | 158 | 14   |
| 4 | Orléans Water-Polo                      | 21  | 14 | 5  | 3    | 0    | 6  | 159 | 190 | -31  |
| 5 | Pont de Claix Natation GUC Water-Polo R | 17  | 14 | 5  | 0    | 2    | 7  | 165 | 190 | -25  |
| 6 | Granville Water Polo                    | 15  | 14 | 5  | 0    | 0    | 9  | 143 | 171 | -28  |
| 7 | VGA Saint-Maur                          | 10  | 14 | 3  | 0    | 1    | 10 | 115 | 171 | -56  |
| 8 | Canards rochelais                       | 6   | 14 | 2  | 0    | 0    | 12 | 117 | 187 | -70  |

| Résultats (dom.\ext.) | Che.  | Gra.   | La R.  | Mar.  | Orl.  | Pon.  | St-M. | Tou.  |
| AS Chelles Aquatique |       | 17-12  | 20-11  | 16-24 | 28-10 | 15-13 | 12-11 | 12-15 |
| Granville Water Polo | 9-13  |        | 12-9   | 15-18 | 10-9  | 14-9  | 10-8  | 11-12 |
| Canards rochelais | 10-16 | 8-5    |        | 6-15  | 6-8   | 9-10  | 4-7   | 11-10 |
| CN Marseille rés. P | 16-8  | 19-10  | 24-8   |       | 27-6  | 21-12 | 17-4  | 17-4  |
| Orléans Water-Polo | 5-9   | 16-7   | 16-6   | 11-30 |       | 16-15 | 15-7  | 13-10 |
| Pont de Claix Natation GUC Water-Polo R                                                                                       | 11-12 | 17-12E | 16-13E | 12-26 | 10-6  |       | 11-5  | 11-15 |
| VGA Saint-Maur | 3-11  | 4-9    | 13-9   | 9-15  | 14-15 | 11-9  |       | 7-12  |
| Stade Toulousain Natation | 8-9   | 12-7   | 15-8   | 10-18 | 12-13 | 15-9  | 22-12 |       |
| - Victoire à domicile - Victoire à domicile aux tirs au but - Victoire à l'extérieur aux tirs au but - Victoire à l'extérieur |       |        |        |       |       |       |       |       |

|   | Équipe                    | Pts | J  | G | Gtab | Ptab | P | Bp  | Bc  | Diff |
| - | ------------------------- | --- | -- | - | ---- | ---- | - | --- | --- | ---- |
| 1 | Angers Water-Polo P       | 24  | 10 | 8 | 0    | 0    | 2 | 140 | 78  | 62   |
| 2 | ASPTT Limoges T           | 21  | 10 | 7 | 0    | 0    | 3 | 120 | 95  | 25   |
| 3 | Cercle Paul Bert Rennes   | 18  | 10 | 6 | 0    | 0    | 4 | 125 | 127 | -2   |
| 4 | Pélican Club Valenciennes | 12  | 10 | 4 | 0    | 0    | 6 | 124 | 108 | 16   |
| 5 | Taverny ASVO              | 9   | 10 | 3 | 0    | 0    | 7 | 120 | 164 | -44  |
| 6 | Grand Longwy Water Polo   | 6   | 10 | 2 | 0    | 0    | 8 | 123 | 180 | -57  |

| Résultats (dom.\ext.) | Ang.  | Lim.  | Lon.  | Ren.  | Tav.  | Val.  |
| Angers Water-Polo P |       | 12-4  | 18-9  | 16-8  | 18-7  | 13-7  |
| ASPTT Limoges T | 7-6   |       | 17-9  | 7-4   | 14-9  | 12-10 |
| Grand Longwy Water Polo | 6-12  | 12-21 |       | 14-19 | 18-17 | 8-13  |
| Cercle Paul Bert Rennes | 14-12 | 10-7  | 18-20 |       | 15-14 | 14-13 |
| Taverny ASVO | 7-23  | 13-25 | 20-17 | 8-13  |       | 12-10 |
| Pélican Club Valenciennes | 9-10  | 10-6  | 25-10 | 16-10 | 11-13 |       |
| - Victoire à domicile - Victoire à domicile aux tirs au but - Victoire à l'extérieur aux tirs au but - Victoire à l'extérieur |       |       |       |       |       |       |

| Rang | Équipe                                  | Rang Phase 1 | Remarque               |
| ---- | --------------------------------------- | ------------ | ---------------------- |
| 1er  | CN Marseille rés. P                     | 1er Poule B  |                        |
| 2e   | AS Chelles Aquatique                    | 2e Poule B   | Promu en Nationale 1   |
| 3e   | Stade Toulousain Natation               | 2e Poule A   |                        |
| 4e   | Orléans Water-Polo                      | 1er Poule A  |                        |
| 5e   | Pont de Claix Natation GUC Water-Polo R | 3e Poule B   |                        |
| 6e   | Granville Water Polo                    | 5e Poule A   |                        |
| 7e   | VGA Saint-Maur                          | 4e Poule B   |                        |
| 8e   | Canards rochelais                       | 4e Poule A   |                        |
| 9e   | Angers Water-Polo P                     | 3e Poule A   |                        |
| 10e  | ASPTT Limoges T                         | 6e Poule A   |                        |
| 11e  | Cercle Paul Bert Rennes                 | 7e Poule A   | Relégué en Nationale 3 |
| 12e  | Pélican Club Valenciennes               | 6e Poule B   |                        |
| 13e  | Taverny ASVO                            | 5e Poule B   | Relégué en Nationale 3 |
| 14e  | Grand Longwy Water Polo                 | 7e Poule B   |                        |

|   | Équipe                    | Pts | J  | G | Gtab | Ptab | P | Bp  | Bc  | Diff |
| - | ------------------------- | --- | -- | - | ---- | ---- | - | --- | --- | ---- |
| 1 | Angers Water-Polo P       | 24  | 10 | 8 | 0    | 0    | 2 | 140 | 78  | 62   |
| 2 | ASPTT Limoges T           | 21  | 10 | 7 | 0    | 0    | 3 | 120 | 95  | 25   |
| 3 | Cercle Paul Bert Rennes   | 18  | 10 | 6 | 0    | 0    | 4 | 125 | 127 | -2   |
| 4 | Pélican Club Valenciennes | 12  | 10 | 4 | 0    | 0    | 6 | 124 | 108 | 16   |
| 5 | Taverny ASVO              | 9   | 10 | 3 | 0    | 0    | 7 | 120 | 164 | -44  |
| 6 | Grand Longwy Water Polo   | 6   | 10 | 2 | 0    | 0    | 8 | 123 | 180 | -57  |

| Résultats (dom.\ext.) | Ang.  | Lim.  | Lon.  | Ren.  | Tav.  | Val.  |
| Angers Water-Polo P |       | 12-4  | 18-9  | 16-8  | 18-7  | 13-7  |
| ASPTT Limoges T | 7-6   |       | 17-9  | 7-4   | 14-9  | 12-10 |
| Grand Longwy Water Polo | 6-12  | 12-21 |       | 14-19 | 18-17 | 8-13  |
| Cercle Paul Bert Rennes | 14-12 | 10-7  | 18-20 |       | 15-14 | 14-13 |
| Taverny ASVO | 7-23  | 13-25 | 20-17 | 8-13  |       | 12-10 |
| Pélican Club Valenciennes | 9-10  | 10-6  | 25-10 | 16-10 | 11-13 |       |
| - Victoire à domicile - Victoire à domicile aux tirs au but - Victoire à l'extérieur aux tirs au but - Victoire à l'extérieur |       |       |       |       |       |       |

| Rang | Équipe                                  | Rang Phase 1 | Remarque               |
| ---- | --------------------------------------- | ------------ | ---------------------- |
| 1er  | CN Marseille rés. P                     | 1er Poule B  |                        |
| 2e   | AS Chelles Aquatique                    | 2e Poule B   | Promu en Nationale 1   |
| 3e   | Stade Toulousain Natation               | 2e Poule A   |                        |
| 4e   | Orléans Water-Polo                      | 1er Poule A  |                        |
| 5e   | Pont de Claix Natation GUC Water-Polo R | 3e Poule B   |                        |
| 6e   | Granville Water Polo                    | 5e Poule A   |                        |
| 7e   | VGA Saint-Maur                          | 4e Poule B   |                        |
| 8e   | Canards rochelais                       | 4e Poule A   |                        |
| 9e   | Angers Water-Polo P                     | 3e Poule A   |                        |
| 10e  | ASPTT Limoges T                         | 6e Poule A   |                        |
| 11e  | Cercle Paul Bert Rennes                 | 7e Poule A   | Relégué en Nationale 3 |
| 12e  | Pélican Club Valenciennes               | 6e Poule B   |                        |
| 13e  | Taverny ASVO                            | 5e Poule B   | Relégué en Nationale 3 |
| 14e  | Grand Longwy Water Polo                 | 7e Poule B   |                        |

|   | Équipe                                  | Pts | J  | G  | Gtab | Ptab | P  | Bp  | Bc  | Diff |
| - | --------------------------------------- | --- | -- | -- | ---- | ---- | -- | --- | --- | ---- |
| 1 | CN Marseille rés. P                     | 42  | 14 | 14 | 0    | 0    | 0  | 287 | 131 | 156  |
| 2 | AS Chelles Aquatique                    | 32  | 14 | 10 | 1    | 0    | 3  | 198 | 158 | 40   |
| 3 | Stade Toulousain Natation               | 25  | 14 | 8  | 0    | 1    | 5  | 172 | 158 | 14   |
| 4 | Orléans Water-Polo                      | 21  | 14 | 5  | 3    | 0    | 6  | 159 | 190 | -31  |
| 5 | Pont de Claix Natation GUC Water-Polo R | 17  | 14 | 5  | 0    | 2    | 7  | 165 | 190 | -25  |
| 6 | Granville Water Polo                    | 15  | 14 | 5  | 0    | 0    | 9  | 143 | 171 | -28  |
| 7 | VGA Saint-Maur                          | 10  | 14 | 3  | 0    | 1    | 10 | 115 | 171 | -56  |
| 8 | Canards rochelais                       | 6   | 14 | 2  | 0    | 0    | 12 | 117 | 187 | -70  |

| Résultats (dom.\ext.) | Che.  | Gra.   | La R.  | Mar.  | Orl.  | Pon.  | St-M. | Tou.  |
| AS Chelles Aquatique |       | 17-12  | 20-11  | 16-24 | 28-10 | 15-13 | 12-11 | 12-15 |
| Granville Water Polo | 9-13  |        | 12-9   | 15-18 | 10-9  | 14-9  | 10-8  | 11-12 |
| Canards rochelais | 10-16 | 8-5    |        | 6-15  | 6-8   | 9-10  | 4-7   | 11-10 |
| CN Marseille rés. P | 16-8  | 19-10  | 24-8   |       | 27-6  | 21-12 | 17-4  | 17-4  |
| Orléans Water-Polo | 5-9   | 16-7   | 16-6   | 11-30 |       | 16-15 | 15-7  | 13-10 |
| Pont de Claix Natation GUC Water-Polo R                                                                                       | 11-12 | 17-12E | 16-13E | 12-26 | 10-6  |       | 11-5  | 11-15 |
| VGA Saint-Maur | 3-11  | 4-9    | 13-9   | 9-15  | 14-15 | 11-9  |       | 7-12  |
| Stade Toulousain Natation | 8-9   | 12-7   | 15-8   | 10-18 | 12-13 | 15-9  | 22-12 |       |
| - Victoire à domicile - Victoire à domicile aux tirs au but - Victoire à l'extérieur aux tirs au but - Victoire à l'extérieur |       |        |        |       |       |       |       |       |

|   | Équipe                    | Pts | J  | G | Gtab | Ptab | P | Bp  | Bc  | Diff |
| - | ------------------------- | --- | -- | - | ---- | ---- | - | --- | --- | ---- |
| 1 | Angers Water-Polo P       | 24  | 10 | 8 | 0    | 0    | 2 | 140 | 78  | 62   |
| 2 | ASPTT Limoges T           | 21  | 10 | 7 | 0    | 0    | 3 | 120 | 95  | 25   |
| 3 | Cercle Paul Bert Rennes   | 18  | 10 | 6 | 0    | 0    | 4 | 125 | 127 | -2   |
| 4 | Pélican Club Valenciennes | 12  | 10 | 4 | 0    | 0    | 6 | 124 | 108 | 16   |
| 5 | Taverny ASVO              | 9   | 10 | 3 | 0    | 0    | 7 | 120 | 164 | -44  |
| 6 | Grand Longwy Water Polo   | 6   | 10 | 2 | 0    | 0    | 8 | 123 | 180 | -57  |

| Résultats (dom.\ext.) | Ang.  | Lim.  | Lon.  | Ren.  | Tav.  | Val.  |
| Angers Water-Polo P |       | 12-4  | 18-9  | 16-8  | 18-7  | 13-7  |
| ASPTT Limoges T | 7-6   |       | 17-9  | 7-4   | 14-9  | 12-10 |
| Grand Longwy Water Polo | 6-12  | 12-21 |       | 14-19 | 18-17 | 8-13  |
| Cercle Paul Bert Rennes | 14-12 | 10-7  | 18-20 |       | 15-14 | 14-13 |
| Taverny ASVO | 7-23  | 13-25 | 20-17 | 8-13  |       | 12-10 |
| Pélican Club Valenciennes | 9-10  | 10-6  | 25-10 | 16-10 | 11-13 |       |
| - Victoire à domicile - Victoire à domicile aux tirs au but - Victoire à l'extérieur aux tirs au but - Victoire à l'extérieur |       |       |       |       |       |       |

| Rang | Équipe                                  | Rang Phase 1 | Remarque               |
| ---- | --------------------------------------- | ------------ | ---------------------- |
| 1er  | CN Marseille rés. P                     | 1er Poule B  |                        |
| 2e   | AS Chelles Aquatique                    | 2e Poule B   | Promu en Nationale 1   |
| 3e   | Stade Toulousain Natation               | 2e Poule A   |                        |
| 4e   | Orléans Water-Polo                      | 1er Poule A  |                        |
| 5e   | Pont de Claix Natation GUC Water-Polo R | 3e Poule B   |                        |
| 6e   | Granville Water Polo                    | 5e Poule A   |                        |
| 7e   | VGA Saint-Maur                          | 4e Poule B   |                        |
| 8e   | Canards rochelais                       | 4e Poule A   |                        |
| 9e   | Angers Water-Polo P                     | 3e Poule A   |                        |
| 10e  | ASPTT Limoges T                         | 6e Poule A   |                        |
| 11e  | Cercle Paul Bert Rennes                 | 7e Poule A   | Relégué en Nationale 3 |
| 12e  | Pélican Club Valenciennes               | 6e Poule B   |                        |
| 13e  | Taverny ASVO                            | 5e Poule B   | Relégué en Nationale 3 |
| 14e  | Grand Longwy Water Polo                 | 7e Poule B   |                        |

|   | Équipe                    | Pts | J  | G | Gtab | Ptab | P | Bp  | Bc  | Diff |
| - | ------------------------- | --- | -- | - | ---- | ---- | - | --- | --- | ---- |
| 1 | Angers Water-Polo P       | 24  | 10 | 8 | 0    | 0    | 2 | 140 | 78  | 62   |
| 2 | ASPTT Limoges T           | 21  | 10 | 7 | 0    | 0    | 3 | 120 | 95  | 25   |
| 3 | Cercle Paul Bert Rennes   | 18  | 10 | 6 | 0    | 0    | 4 | 125 | 127 | -2   |
| 4 | Pélican Club Valenciennes | 12  | 10 | 4 | 0    | 0    | 6 | 124 | 108 | 16   |
| 5 | Taverny ASVO              | 9   | 10 | 3 | 0    | 0    | 7 | 120 | 164 | -44  |
| 6 | Grand Longwy Water Polo   | 6   | 10 | 2 | 0    | 0    | 8 | 123 | 180 | -57  |

| Résultats (dom.\ext.) | Ang.  | Lim.  | Lon.  | Ren.  | Tav.  | Val.  |
| Angers Water-Polo P |       | 12-4  | 18-9  | 16-8  | 18-7  | 13-7  |
| ASPTT Limoges T | 7-6   |       | 17-9  | 7-4   | 14-9  | 12-10 |
| Grand Longwy Water Polo | 6-12  | 12-21 |       | 14-19 | 18-17 | 8-13  |
| Cercle Paul Bert Rennes | 14-12 | 10-7  | 18-20 |       | 15-14 | 14-13 |
| Taverny ASVO | 7-23  | 13-25 | 20-17 | 8-13  |       | 12-10 |
| Pélican Club Valenciennes | 9-10  | 10-6  | 25-10 | 16-10 | 11-13 |       |
| - Victoire à domicile - Victoire à domicile aux tirs au but - Victoire à l'extérieur aux tirs au but - Victoire à l'extérieur |       |       |       |       |       |       |

| Rang | Équipe                                  | Rang Phase 1 | Remarque               |
| ---- | --------------------------------------- | ------------ | ---------------------- |
| 1er  | CN Marseille rés. P                     | 1er Poule B  |                        |
| 2e   | AS Chelles Aquatique                    | 2e Poule B   | Promu en Nationale 1   |
| 3e   | Stade Toulousain Natation               | 2e Poule A   |                        |
| 4e   | Orléans Water-Polo                      | 1er Poule A  |                        |
| 5e   | Pont de Claix Natation GUC Water-Polo R | 3e Poule B   |                        |
| 6e   | Granville Water Polo                    | 5e Poule A   |                        |
| 7e   | VGA Saint-Maur                          | 4e Poule B   |                        |
| 8e   | Canards rochelais                       | 4e Poule A   |                        |
| 9e   | Angers Water-Polo P                     | 3e Poule A   |                        |
| 10e  | ASPTT Limoges T                         | 6e Poule A   |                        |
| 11e  | Cercle Paul Bert Rennes                 | 7e Poule A   | Relégué en Nationale 3 |
| 12e  | Pélican Club Valenciennes               | 6e Poule B   |                        |
| 13e  | Taverny ASVO                            | 5e Poule B   | Relégué en Nationale 3 |
| 14e  | Grand Longwy Water Polo                 | 7e Poule B   |                        |

|   | Équipe                                  | Pts | J  | G  | Gtab | Ptab | P  | Bp  | Bc  | Diff |
| - | --------------------------------------- | --- | -- | -- | ---- | ---- | -- | --- | --- | ---- |
| 1 | CN Marseille rés. P                     | 36  | 12 | 12 | 0    | 0    | 0  | 291 | 122 | 169  |
| 2 | AS Chelles Aquatique                    | 28  | 12 | 8  | 2    | 0    | 2  | 185 | 146 | 39   |
| 3 | Pont de Claix Natation GUC Water-Polo R | 19  | 12 | 6  | 0    | 1    | 5  | 178 | 140 | 38   |
| 4 | VGA Saint-Maur                          | 18  | 12 | 6  | 0    | 0    | 6  | 110 | 114 | -4   |
| 5 | Taverny ASVO                            | 12  | 12 | 4  | 0    | 0    | 8  | 140 | 224 | -84  |
| 6 | Pélican Club Valenciennes               | 10  | 12 | 3  | 0    | 1    | 8  | 120 | 153 | -33  |
| 7 | Grand Longwy Water Polo                 | 3   | 12 | 1  | 0    | 0    | 11 | 132 | 257 | -125 |

| Résultats (dom.\ext.) | Che.  | Lon.  | Mar.  | Pon.  | St-M. | Tav.  | Val.  |
| AS Chelles Aquatique |       | 23-14 | 16-24 | 15-13 | 12-11 | 21-11 | 16-10 |
| Grand Longwy Water Polo | 9-15  |       | 18-36 | 10-19 | 9-10  | 18-17 | 8-13  |
| CN Marseille rés. P | 16-8  | 32-5  |       | 21-12 | 17-4  | 32-9  | 20-7  |
| Pont de Claix Natation GUC Water-Polo R                                                                                       | 11-12 | 33-9  | 12-26 |       | 11-5  | 27-7  | 11-6  |
| VGA Saint-Maur | 3-11  | 14-5  | 9-15  | 11-9  |       | 20-10 | 4-5   |
| Taverny ASVO | 12-23 | 20-17 | 15-27 | 9-8   | 5-10  |       | 12-10 |
| Pélican Club Valenciennes | 12-13 | 25-10 | 7-25  | 9-12  | 5-9   | 11-13 |       |
| - Victoire à domicile - Victoire à domicile aux tirs au but - Victoire à l'extérieur aux tirs au but - Victoire à l'extérieur |       |       |       |       |       |       |       |

|   | Équipe                                  | Pts | J  | G  | Gtab | Ptab | P  | Bp  | Bc  | Diff |
| - | --------------------------------------- | --- | -- | -- | ---- | ---- | -- | --- | --- | ---- |
| 1 | CN Marseille rés. P                     | 42  | 14 | 14 | 0    | 0    | 0  | 287 | 131 | 156  |
| 2 | AS Chelles Aquatique                    | 32  | 14 | 10 | 1    | 0    | 3  | 198 | 158 | 40   |
| 3 | Stade Toulousain Natation               | 25  | 14 | 8  | 0    | 1    | 5  | 172 | 158 | 14   |
| 4 | Orléans Water-Polo                      | 21  | 14 | 5  | 3    | 0    | 6  | 159 | 190 | -31  |
| 5 | Pont de Claix Natation GUC Water-Polo R | 17  | 14 | 5  | 0    | 2    | 7  | 165 | 190 | -25  |
| 6 | Granville Water Polo                    | 15  | 14 | 5  | 0    | 0    | 9  | 143 | 171 | -28  |
| 7 | VGA Saint-Maur                          | 10  | 14 | 3  | 0    | 1    | 10 | 115 | 171 | -56  |
| 8 | Canards rochelais                       | 6   | 14 | 2  | 0    | 0    | 12 | 117 | 187 | -70  |

| Résultats (dom.\ext.) | Che.  | Gra.   | La R.  | Mar.  | Orl.  | Pon.  | St-M. | Tou.  |
| AS Chelles Aquatique |       | 17-12  | 20-11  | 16-24 | 28-10 | 15-13 | 12-11 | 12-15 |
| Granville Water Polo | 9-13  |        | 12-9   | 15-18 | 10-9  | 14-9  | 10-8  | 11-12 |
| Canards rochelais | 10-16 | 8-5    |        | 6-15  | 6-8   | 9-10  | 4-7   | 11-10 |
| CN Marseille rés. P | 16-8  | 19-10  | 24-8   |       | 27-6  | 21-12 | 17-4  | 17-4  |
| Orléans Water-Polo | 5-9   | 16-7   | 16-6   | 11-30 |       | 16-15 | 15-7  | 13-10 |
| Pont de Claix Natation GUC Water-Polo R                                                                                       | 11-12 | 17-12E | 16-13E | 12-26 | 10-6  |       | 11-5  | 11-15 |
| VGA Saint-Maur | 3-11  | 4-9    | 13-9   | 9-15  | 14-15 | 11-9  |       | 7-12  |
| Stade Toulousain Natation | 8-9   | 12-7   | 15-8   | 10-18 | 12-13 | 15-9  | 22-12 |       |
| - Victoire à domicile - Victoire à domicile aux tirs au but - Victoire à l'extérieur aux tirs au but - Victoire à l'extérieur |       |        |        |       |       |       |       |       |

|   | Équipe                    | Pts | J  | G | Gtab | Ptab | P | Bp  | Bc  | Diff |
| - | ------------------------- | --- | -- | - | ---- | ---- | - | --- | --- | ---- |
| 1 | Angers Water-Polo P       | 24  | 10 | 8 | 0    | 0    | 2 | 140 | 78  | 62   |
| 2 | ASPTT Limoges T           | 21  | 10 | 7 | 0    | 0    | 3 | 120 | 95  | 25   |
| 3 | Cercle Paul Bert Rennes   | 18  | 10 | 6 | 0    | 0    | 4 | 125 | 127 | -2   |
| 4 | Pélican Club Valenciennes | 12  | 10 | 4 | 0    | 0    | 6 | 124 | 108 | 16   |
| 5 | Taverny ASVO              | 9   | 10 | 3 | 0    | 0    | 7 | 120 | 164 | -44  |
| 6 | Grand Longwy Water Polo   | 6   | 10 | 2 | 0    | 0    | 8 | 123 | 180 | -57  |

| Résultats (dom.\ext.) | Ang.  | Lim.  | Lon.  | Ren.  | Tav.  | Val.  |
| Angers Water-Polo P |       | 12-4  | 18-9  | 16-8  | 18-7  | 13-7  |
| ASPTT Limoges T | 7-6   |       | 17-9  | 7-4   | 14-9  | 12-10 |
| Grand Longwy Water Polo | 6-12  | 12-21 |       | 14-19 | 18-17 | 8-13  |
| Cercle Paul Bert Rennes | 14-12 | 10-7  | 18-20 |       | 15-14 | 14-13 |
| Taverny ASVO | 7-23  | 13-25 | 20-17 | 8-13  |       | 12-10 |
| Pélican Club Valenciennes | 9-10  | 10-6  | 25-10 | 16-10 | 11-13 |       |
| - Victoire à domicile - Victoire à domicile aux tirs au but - Victoire à l'extérieur aux tirs au but - Victoire à l'extérieur |       |       |       |       |       |       |

| Rang | Équipe                                  | Rang Phase 1 | Remarque               |
| ---- | --------------------------------------- | ------------ | ---------------------- |
| 1er  | CN Marseille rés. P                     | 1er Poule B  |                        |
| 2e   | AS Chelles Aquatique                    | 2e Poule B   | Promu en Nationale 1   |
| 3e   | Stade Toulousain Natation               | 2e Poule A   |                        |
| 4e   | Orléans Water-Polo                      | 1er Poule A  |                        |
| 5e   | Pont de Claix Natation GUC Water-Polo R | 3e Poule B   |                        |
| 6e   | Granville Water Polo                    | 5e Poule A   |                        |
| 7e   | VGA Saint-Maur                          | 4e Poule B   |                        |
| 8e   | Canards rochelais                       | 4e Poule A   |                        |
| 9e   | Angers Water-Polo P                     | 3e Poule A   |                        |
| 10e  | ASPTT Limoges T                         | 6e Poule A   |                        |
| 11e  | Cercle Paul Bert Rennes                 | 7e Poule A   | Relégué en Nationale 3 |
| 12e  | Pélican Club Valenciennes               | 6e Poule B   |                        |
| 13e  | Taverny ASVO                            | 5e Poule B   | Relégué en Nationale 3 |
| 14e  | Grand Longwy Water Polo                 | 7e Poule B   |                        |

|   | Équipe                    | Pts | J  | G | Gtab | Ptab | P | Bp  | Bc  | Diff |
| - | ------------------------- | --- | -- | - | ---- | ---- | - | --- | --- | ---- |
| 1 | Angers Water-Polo P       | 24  | 10 | 8 | 0    | 0    | 2 | 140 | 78  | 62   |
| 2 | ASPTT Limoges T           | 21  | 10 | 7 | 0    | 0    | 3 | 120 | 95  | 25   |
| 3 | Cercle Paul Bert Rennes   | 18  | 10 | 6 | 0    | 0    | 4 | 125 | 127 | -2   |
| 4 | Pélican Club Valenciennes | 12  | 10 | 4 | 0    | 0    | 6 | 124 | 108 | 16   |
| 5 | Taverny ASVO              | 9   | 10 | 3 | 0    | 0    | 7 | 120 | 164 | -44  |
| 6 | Grand Longwy Water Polo   | 6   | 10 | 2 | 0    | 0    | 8 | 123 | 180 | -57  |

| Résultats (dom.\ext.) | Ang.  | Lim.  | Lon.  | Ren.  | Tav.  | Val.  |
| Angers Water-Polo P |       | 12-4  | 18-9  | 16-8  | 18-7  | 13-7  |
| ASPTT Limoges T | 7-6   |       | 17-9  | 7-4   | 14-9  | 12-10 |
| Grand Longwy Water Polo | 6-12  | 12-21 |       | 14-19 | 18-17 | 8-13  |
| Cercle Paul Bert Rennes | 14-12 | 10-7  | 18-20 |       | 15-14 | 14-13 |
| Taverny ASVO | 7-23  | 13-25 | 20-17 | 8-13  |       | 12-10 |
| Pélican Club Valenciennes | 9-10  | 10-6  | 25-10 | 16-10 | 11-13 |       |
| - Victoire à domicile - Victoire à domicile aux tirs au but - Victoire à l'extérieur aux tirs au but - Victoire à l'extérieur |       |       |       |       |       |       |

| Rang | Équipe                                  | Rang Phase 1 | Remarque               |
| ---- | --------------------------------------- | ------------ | ---------------------- |
| 1er  | CN Marseille rés. P                     | 1er Poule B  |                        |
| 2e   | AS Chelles Aquatique                    | 2e Poule B   | Promu en Nationale 1   |
| 3e   | Stade Toulousain Natation               | 2e Poule A   |                        |
| 4e   | Orléans Water-Polo                      | 1er Poule A  |                        |
| 5e   | Pont de Claix Natation GUC Water-Polo R | 3e Poule B   |                        |
| 6e   | Granville Water Polo                    | 5e Poule A   |                        |
| 7e   | VGA Saint-Maur                          | 4e Poule B   |                        |
| 8e   | Canards rochelais                       | 4e Poule A   |                        |
| 9e   | Angers Water-Polo P                     | 3e Poule A   |                        |
| 10e  | ASPTT Limoges T                         | 6e Poule A   |                        |
| 11e  | Cercle Paul Bert Rennes                 | 7e Poule A   | Relégué en Nationale 3 |
| 12e  | Pélican Club Valenciennes               | 6e Poule B   |                        |
| 13e  | Taverny ASVO                            | 5e Poule B   | Relégué en Nationale 3 |
| 14e  | Grand Longwy Water Polo                 | 7e Poule B   |                        |

|   | Équipe                                  | Pts | J  | G  | Gtab | Ptab | P  | Bp  | Bc  | Diff |
| - | --------------------------------------- | --- | -- | -- | ---- | ---- | -- | --- | --- | ---- |
| 1 | CN Marseille rés. P                     | 42  | 14 | 14 | 0    | 0    | 0  | 287 | 131 | 156  |
| 2 | AS Chelles Aquatique                    | 32  | 14 | 10 | 1    | 0    | 3  | 198 | 158 | 40   |
| 3 | Stade Toulousain Natation               | 25  | 14 | 8  | 0    | 1    | 5  | 172 | 158 | 14   |
| 4 | Orléans Water-Polo                      | 21  | 14 | 5  | 3    | 0    | 6  | 159 | 190 | -31  |
| 5 | Pont de Claix Natation GUC Water-Polo R | 17  | 14 | 5  | 0    | 2    | 7  | 165 | 190 | -25  |
| 6 | Granville Water Polo                    | 15  | 14 | 5  | 0    | 0    | 9  | 143 | 171 | -28  |
| 7 | VGA Saint-Maur                          | 10  | 14 | 3  | 0    | 1    | 10 | 115 | 171 | -56  |
| 8 | Canards rochelais                       | 6   | 14 | 2  | 0    | 0    | 12 | 117 | 187 | -70  |

| Résultats (dom.\ext.) | Che.  | Gra.   | La R.  | Mar.  | Orl.  | Pon.  | St-M. | Tou.  |
| AS Chelles Aquatique |       | 17-12  | 20-11  | 16-24 | 28-10 | 15-13 | 12-11 | 12-15 |
| Granville Water Polo | 9-13  |        | 12-9   | 15-18 | 10-9  | 14-9  | 10-8  | 11-12 |
| Canards rochelais | 10-16 | 8-5    |        | 6-15  | 6-8   | 9-10  | 4-7   | 11-10 |
| CN Marseille rés. P | 16-8  | 19-10  | 24-8   |       | 27-6  | 21-12 | 17-4  | 17-4  |
| Orléans Water-Polo | 5-9   | 16-7   | 16-6   | 11-30 |       | 16-15 | 15-7  | 13-10 |
| Pont de Claix Natation GUC Water-Polo R                                                                                       | 11-12 | 17-12E | 16-13E | 12-26 | 10-6  |       | 11-5  | 11-15 |
| VGA Saint-Maur | 3-11  | 4-9    | 13-9   | 9-15  | 14-15 | 11-9  |       | 7-12  |
| Stade Toulousain Natation | 8-9   | 12-7   | 15-8   | 10-18 | 12-13 | 15-9  | 22-12 |       |
| - Victoire à domicile - Victoire à domicile aux tirs au but - Victoire à l'extérieur aux tirs au but - Victoire à l'extérieur |       |        |        |       |       |       |       |       |

|   | Équipe                    | Pts | J  | G | Gtab | Ptab | P | Bp  | Bc  | Diff |
| - | ------------------------- | --- | -- | - | ---- | ---- | - | --- | --- | ---- |
| 1 | Angers Water-Polo P       | 24  | 10 | 8 | 0    | 0    | 2 | 140 | 78  | 62   |
| 2 | ASPTT Limoges T           | 21  | 10 | 7 | 0    | 0    | 3 | 120 | 95  | 25   |
| 3 | Cercle Paul Bert Rennes   | 18  | 10 | 6 | 0    | 0    | 4 | 125 | 127 | -2   |
| 4 | Pélican Club Valenciennes | 12  | 10 | 4 | 0    | 0    | 6 | 124 | 108 | 16   |
| 5 | Taverny ASVO              | 9   | 10 | 3 | 0    | 0    | 7 | 120 | 164 | -44  |
| 6 | Grand Longwy Water Polo   | 6   | 10 | 2 | 0    | 0    | 8 | 123 | 180 | -57  |

| Résultats (dom.\ext.) | Ang.  | Lim.  | Lon.  | Ren.  | Tav.  | Val.  |
| Angers Water-Polo P |       | 12-4  | 18-9  | 16-8  | 18-7  | 13-7  |
| ASPTT Limoges T | 7-6   |       | 17-9  | 7-4   | 14-9  | 12-10 |
| Grand Longwy Water Polo | 6-12  | 12-21 |       | 14-19 | 18-17 | 8-13  |
| Cercle Paul Bert Rennes | 14-12 | 10-7  | 18-20 |       | 15-14 | 14-13 |
| Taverny ASVO | 7-23  | 13-25 | 20-17 | 8-13  |       | 12-10 |
| Pélican Club Valenciennes | 9-10  | 10-6  | 25-10 | 16-10 | 11-13 |       |
| - Victoire à domicile - Victoire à domicile aux tirs au but - Victoire à l'extérieur aux tirs au but - Victoire à l'extérieur |       |       |       |       |       |       |

| Rang | Équipe                                  | Rang Phase 1 | Remarque               |
| ---- | --------------------------------------- | ------------ | ---------------------- |
| 1er  | CN Marseille rés. P                     | 1er Poule B  |                        |
| 2e   | AS Chelles Aquatique                    | 2e Poule B   | Promu en Nationale 1   |
| 3e   | Stade Toulousain Natation               | 2e Poule A   |                        |
| 4e   | Orléans Water-Polo                      | 1er Poule A  |                        |
| 5e   | Pont de Claix Natation GUC Water-Polo R | 3e Poule B   |                        |
| 6e   | Granville Water Polo                    | 5e Poule A   |                        |
| 7e   | VGA Saint-Maur                          | 4e Poule B   |                        |
| 8e   | Canards rochelais                       | 4e Poule A   |                        |
| 9e   | Angers Water-Polo P                     | 3e Poule A   |                        |
| 10e  | ASPTT Limoges T                         | 6e Poule A   |                        |
| 11e  | Cercle Paul Bert Rennes                 | 7e Poule A   | Relégué en Nationale 3 |
| 12e  | Pélican Club Valenciennes               | 6e Poule B   |                        |
| 13e  | Taverny ASVO                            | 5e Poule B   | Relégué en Nationale 3 |
| 14e  | Grand Longwy Water Polo                 | 7e Poule B   |                        |

|   | Équipe                    | Pts | J  | G | Gtab | Ptab | P | Bp  | Bc  | Diff |
| - | ------------------------- | --- | -- | - | ---- | ---- | - | --- | --- | ---- |
| 1 | Angers Water-Polo P       | 24  | 10 | 8 | 0    | 0    | 2 | 140 | 78  | 62   |
| 2 | ASPTT Limoges T           | 21  | 10 | 7 | 0    | 0    | 3 | 120 | 95  | 25   |
| 3 | Cercle Paul Bert Rennes   | 18  | 10 | 6 | 0    | 0    | 4 | 125 | 127 | -2   |
| 4 | Pélican Club Valenciennes | 12  | 10 | 4 | 0    | 0    | 6 | 124 | 108 | 16   |
| 5 | Taverny ASVO              | 9   | 10 | 3 | 0    | 0    | 7 | 120 | 164 | -44  |
| 6 | Grand Longwy Water Polo   | 6   | 10 | 2 | 0    | 0    | 8 | 123 | 180 | -57  |

| Résultats (dom.\ext.) | Ang.  | Lim.  | Lon.  | Ren.  | Tav.  | Val.  |
| Angers Water-Polo P |       | 12-4  | 18-9  | 16-8  | 18-7  | 13-7  |
| ASPTT Limoges T | 7-6   |       | 17-9  | 7-4   | 14-9  | 12-10 |
| Grand Longwy Water Polo | 6-12  | 12-21 |       | 14-19 | 18-17 | 8-13  |
| Cercle Paul Bert Rennes | 14-12 | 10-7  | 18-20 |       | 15-14 | 14-13 |
| Taverny ASVO | 7-23  | 13-25 | 20-17 | 8-13  |       | 12-10 |
| Pélican Club Valenciennes | 9-10  | 10-6  | 25-10 | 16-10 | 11-13 |       |
| - Victoire à domicile - Victoire à domicile aux tirs au but - Victoire à l'extérieur aux tirs au but - Victoire à l'extérieur |       |       |       |       |       |       |

| Rang | Équipe                                  | Rang Phase 1 | Remarque               |
| ---- | --------------------------------------- | ------------ | ---------------------- |
| 1er  | CN Marseille rés. P                     | 1er Poule B  |                        |
| 2e   | AS Chelles Aquatique                    | 2e Poule B   | Promu en Nationale 1   |
| 3e   | Stade Toulousain Natation               | 2e Poule A   |                        |
| 4e   | Orléans Water-Polo                      | 1er Poule A  |                        |
| 5e   | Pont de Claix Natation GUC Water-Polo R | 3e Poule B   |                        |
| 6e   | Granville Water Polo                    | 5e Poule A   |                        |
| 7e   | VGA Saint-Maur                          | 4e Poule B   |                        |
| 8e   | Canards rochelais                       | 4e Poule A   |                        |
| 9e   | Angers Water-Polo P                     | 3e Poule A   |                        |
| 10e  | ASPTT Limoges T                         | 6e Poule A   |                        |
| 11e  | Cercle Paul Bert Rennes                 | 7e Poule A   | Relégué en Nationale 3 |
| 12e  | Pélican Club Valenciennes               | 6e Poule B   |                        |
| 13e  | Taverny ASVO                            | 5e Poule B   | Relégué en Nationale 3 |
| 14e  | Grand Longwy Water Polo                 | 7e Poule B   |                        |